# 虹をみたかい
「虹をみたかい」（にじをみたかい）は、1989年10月21日にEPIC/SONY RECORDS（現・エピックレコードジャパン）より発売された渡辺美里の15枚目のシングル。

## 背景
表題曲である「虹をみたかい」は、マクセル カセットテープ「NEW XL シリーズ」イメージソングとして使用され、アルバム『tokyo』に収録されているのは、新たなミキシングを施した「虹をみたかい (tokyo mix)」であり、1995年に発売されたベスト・アルバム『She loves you』にも収録されている。シングルバージョンは、2000年に発売されたベスト・アルバム『Sweet 15th Diamond』に初収録された。
カップリングには同曲の別バージョンが収録されている。

## チャート成績
- 本人にとって2度目にして現在のところ最後となるオリコンシングルチャート1位獲得曲（1度目の獲得曲は「My Revolution」）。

## 収録曲
- 全作詞：渡辺美里 / 作曲・編曲：岡村靖幸

1. 虹をみたかい（4:02）
2. 虹をみたかい (Honey-bee Version)（5:02）